# Camillina marmorata
Camillina marmorata är en spindelart som först beskrevs av Cândido Firmino de Mello-Leitão 1943.  
Camillina marmorata ingår i släktet Camillina och familjen plattbuksspindlar. Inga underarter finns listade.